# Ocean Breeze (Floride)
Pour les articles homonymes, voir Ocean Breeze et Breeze.
La ville américaine d’Ocean Breeze Park est située dans le comté de Martin, dans l’État de Floride. Lors du recensement de 2000, sa population s’élevait à 463 habitants.

## Démographie
| 1970 | 1980 | 1990 | 2000 | 2010 | - |
| ---- | ---- | ---- | ---- | ---- | - |
| 714  | 466  | 519  | 463  | 355  | - |

## À noter
Ocean Breeze Park est enclavée dans la census-designated place de Jensen Beach. La ville est desservie par le bureau de poste de Jensen Beach.

## Source
- (en) Cet article est partiellement ou en totalité issu de l’article de Wikipédia en anglais intitulé « Ocean Breeze Park, Florida » (voir la liste des auteurs).